# 1274 Delportia
1274 Delportia (1932 WC) là một tiểu hành tinh vành đai chính được phát hiện ngày 28 tháng 11 năm 1932 bởi Delporte, E. ở Uccle.